# 長嶋有漫画化計画
『長嶋有漫画化計画』（ながしまゆうまんがかけいかく）は、長嶋有原作の漫画作品集。長嶋有の小説を15人の漫画家が「漫画化」したアンソロジー作品。
作者自ら企画を立案し、親交のある漫画家達と打ち合わせをするなど「編集者」として製作に携わった。光文社『小説宝石』に2009年11月号から2011年12月号にわたって掲載され、書きおろし5編を加えて、光文社から2012年3月20日に単行本が刊行された（ISBN 9784334928124）。表紙イラストは藤子 不二雄Ⓐが担当している。

## 掲載作品
- 萩尾望都「十時間」
- 衿沢世衣子「ぼくは落ち着きがない」
- カラスヤサトシ「夕子ちゃんの近道」
- 島田虎之助「猛スピードで母は」
- 100%ORANGE「女神の石」
- よしもとよしとも「噛みながら」
- フジモトマサル「ねたあとに」
- 陽気婢「エロマンガ島の三人」
- 小玉ユキ「泣かない女はいない」
- うめ「パラレル」
- 島崎譲「THE BUNGO」
- 吉田戦車「ジャージの二人」
- オカヤイヅミ「佐渡の三人」
- ウラモトユウコ「サイドカーに犬」
- 河井克夫「タンノイのエジンバラ」